# (3903) Kliment Ohridski
(3903) Kliment Ohridski es un asteroide perteneciente al cinturón de asteroides, descubierto el 20 de septiembre de 1987 por Eric Walter Elst desde el Observatorio Astronómico Nacional de Bulgaria, Smolyan, Bulgaria.

## Designación y nombre
Designado provisionalmente como 1987 SV2. Fue nombrado Kliment Ohridski en honor del santo y escritor búlgaro Kliment Ohridski.